# دينغ فينغ
دينغ فينغ (بالصينية: 丁峰) هو لاعب رماية صيني، ولد في 19 مارس 1987 في تشانغتشو في الصين.

## وصلات خارجية
- دينغ فينغ على موقع الاتحاد الدولي (الإنجليزية)
- دينغ فينغ على موقع أوليمبيديا (الإنجليزية)